# Llista de medallistes olímpics de triatló
Aquesta és una llista dels medallistes olímpics de triatló:

## Medallistes

### Categoria masculina
| Edició       | Or                   | Argent                  | Bronze            |
| 2000 Sydney  | Simon Whitfield      | Stephan Vuckovic        | Jan Řehula        |
| 2004 Atenes  | Hamish Carter        | Bevan Docherty          | Sven Riederer     |
| 2008 Pequín  | Jan Frodeno          | Simon Whitfield         | Bevan Docherty    |
| 2012 Londres | Alistair Brownlee    | Francisco J. Gómez Noya | Jonathan Brownlee |
| 2016 Rio     | Alistair Brownlee    | Jonathan Brownlee       | Henri Schoeman    |
| 2020 Tòquio  | Kristian Blummenfelt | Alex Yee                | Hayden Wilde      |

### Categoria femenina
| Edició       | Or               | Argent               | Bronze         |
| 2000 Sydney  | Brigitte McMahon | Michellie Jones      | Magali Messmer |
| 2004 Atenes  | Kate Allen       | Loretta Harrop       | Susan Williams |
| 2008 Pequín  | Emma Snowsill    | Vanessa Fernandes    | Emma Moffatt   |
| 2012 Londres | Nicola Spirig    | Lisa Nordén          | Erin Densham   |
| 2016 Rio     | Gwen Jorgensen   | Nicola Spirig        | Vicky Holland  |
| 2020 Tòquio  | Flora Duffy      | Georgia Taylor-Brown | Katie Zaferes  |

### Relleus mixts
| Edició      | Or                                                                             | Argent                                                                     | Bronze                                                                     |
| 2020 Tòquio | Regne UnitJess Learmonth · Jonathan Brownlee · Georgia Taylor-Brown · Alex Yee | Estats UnitsKatie Zaferes · Kevin McDowell · Taylor Knibb · Morgan Pearson | FrançaLéonie Périault · Dorian Coninx · Cassandre Beaugrand · Vincent Luis |